# OpenBitTorrent
OpenBitTorrent (OBT) ist ein von Schweden aus betriebener offener, frei nutzbarer BitTorrent-Tracker. Als unkommerzielles Projekt wird es mit Spenden betrieben.
Nach der Abschaltung des früher weltgrößten Trackers von The Pirate Bay im November 2009 findet sich mittlerweile ein Großteil der vorher über den Pirate-Bay-Trackerkomplex bedienten Torrent-Angebotes bei OBT wieder und ist durch externe Torrent-Hosting- und Indexierungs-Sites durchsuchbar und zugreifbar. Damit tritt OBT zu einem wesentlichen Teil die Nachfolge der legendären Pirate Bay an. OBT hat auch selber zu einer Reihe von Nachahmerprojekten geführt.
OBT hostet keine Torrent-(Metadaten-)Dateien und bietet auch keine Indexierungsdienste an. Dies trug dazu bei, dass eine erste Klage von Seiten der Filmindustrie zunächst folgenlos überstanden wurde.
Weiterhin bietet OBT, obwohl es in Schweden betrieben wird, eine Takedown-Prozedur nach Maßgabe des DMCA an.
OBT wurde im Februar 2009 gestartet und bis August auf Servern von DCP Networks (Arbeitgeber des Pirate-Bay-Mitbegründers Fredrik Neij) gehostet, die Erfahrung mit dem Betrieb großer BitTorrent-Tracker haben, da sie auch den Pirate-Bay-Tracker gehostet haben. Daher hatte der OBT-Tracker auch eine Adresse im selben IP-Bereich und wurde von vielen für ein Pirate-Bay-Nachfolgeprojekt der Pirate-Bay-Leute gehalten.
OBT wird mittlerweile auf eigenen Servern bei der Firma Portlane gehostet.
Im November versuchte die Filmindustrie durch eine Klage gegen den Hoster Portlane am Stockholmer Bezirksgericht einen Gerichtsbeschluss zur Abschaltung des Trackers zu erreichen. Die Klage wurde abgelehnt. Für den Sommer 2010 wird eine Folgeverhandlung erwartet.